# Aerenea transversefasciata
Aerenea transversefasciata là một loài bọ cánh cứng trong họ Cerambycidae.